# 소외 (노래)
<소외>는 대한민국의 여성 싱어송라이터 장덕에 의해 작사 · 작곡된 곡이다. 장덕의 세번째 정규 음반 《님 떠난 후》의 A면 4번 트랙으로 발표되었다.